# Moreuil
Moreuil je francouzská obec v departementu Somme v regionu Hauts-de-France. V roce 2010 zde žilo 4 025 obyvatel. Je centrem kantonu Moreuil